# Вужеві
Вужеві (Natricinae) — підродина змій з родини Полозових (Colubridae).

## Таксономія
Нерідко назву «вужеві» поширюють на суміжну підродину — полозових (Colubrinae), або навіть на всю родину «полозових» (Colubridae). Інколи ранг вужевих піднімають до окремої родини Natricidae, проте звичайно розглядають у межах родини Полозових, Colubridae].
Вужевих розглядають як сестринську групу (систематично й еволюційно найспорідненішу) до підродин Dipsadinae та Pseudoxenodontinae.
Типовий рід підродини вужевих (Natricinae Bonaparte, 1838) — Natrix Laurenti, 1768, тобто підродину (і родину) встановлено через 70 років після опису роду. До того рід відносили до Полозових.
У складі підродини розрізняють 28 родів.
В обсязі фауни України підродина представлена родом
- Вуж (Natrix, два види).

## Опис
Загальна довжина тіла у представників цієї підродини — середнього для змій розміру. Голова помірних розмірів, тулуб стрункий. Очі збільшені. Забарвлення досить різноманітне, в цілому яскравих кольорів. На спині є світлі смуги або темні плями.

## Спосіб життя
Полюбляють вологі місцини, річки, озера, інші водойми. Добре плавають та пірнають, здатні високо заповзати на дерева й чагарники. У різних родів активність відрізняється — представники підродини можуть з'являтися вдень, у присмерках або вночі. Живляться водяними безхребетними, земноводними, рибою. Майже усі душать здобич, одиниці мають та застосовують отруту.

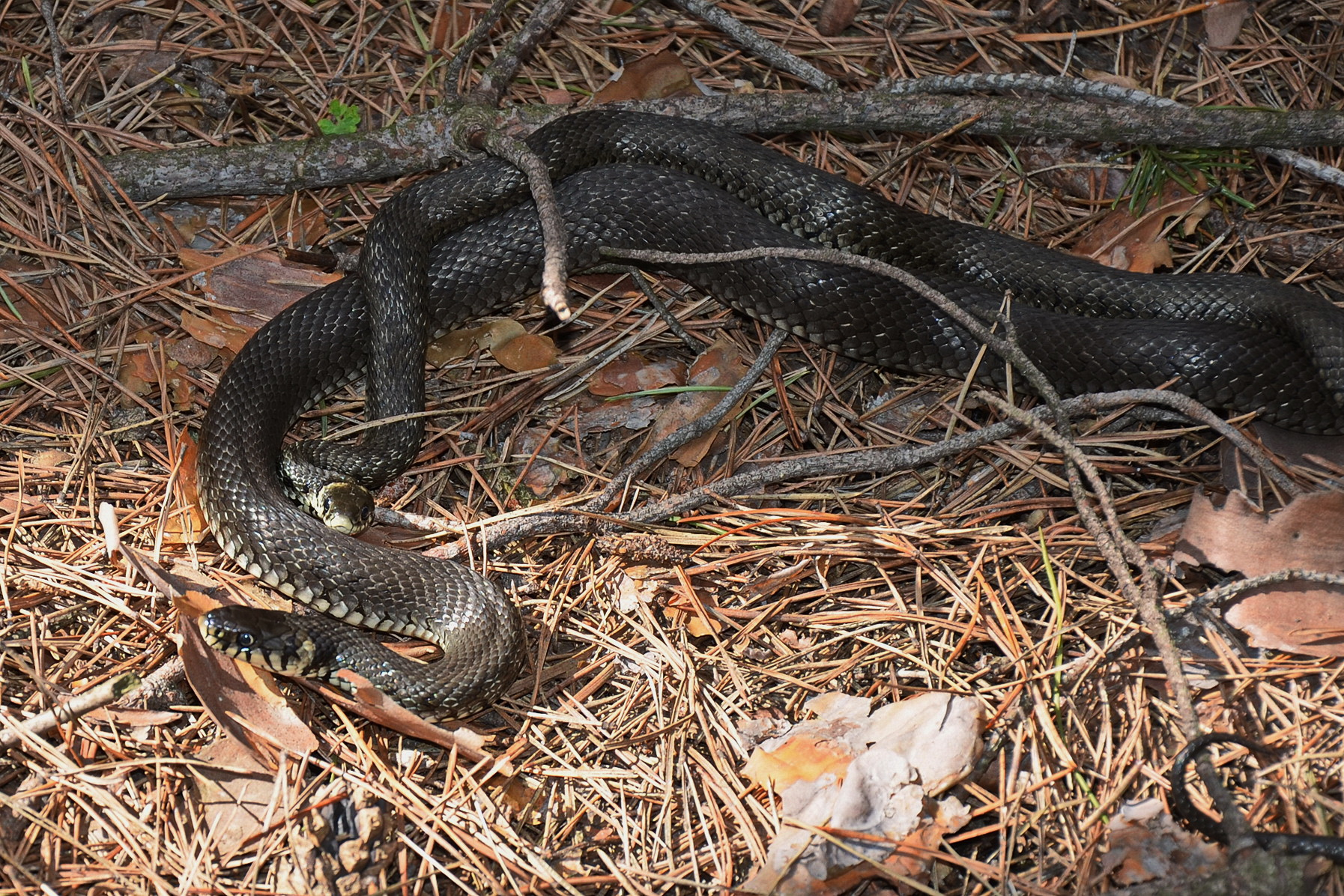
Вужеві (Natricinae). Шлюбний період

Більшість з Natricinae — це яйцекладні, зустрічаються яйцеживородні, одиниці живородні. 

## Розповсюдження
Мешкають в Європі, Азії та Північній Америці.

## Роди

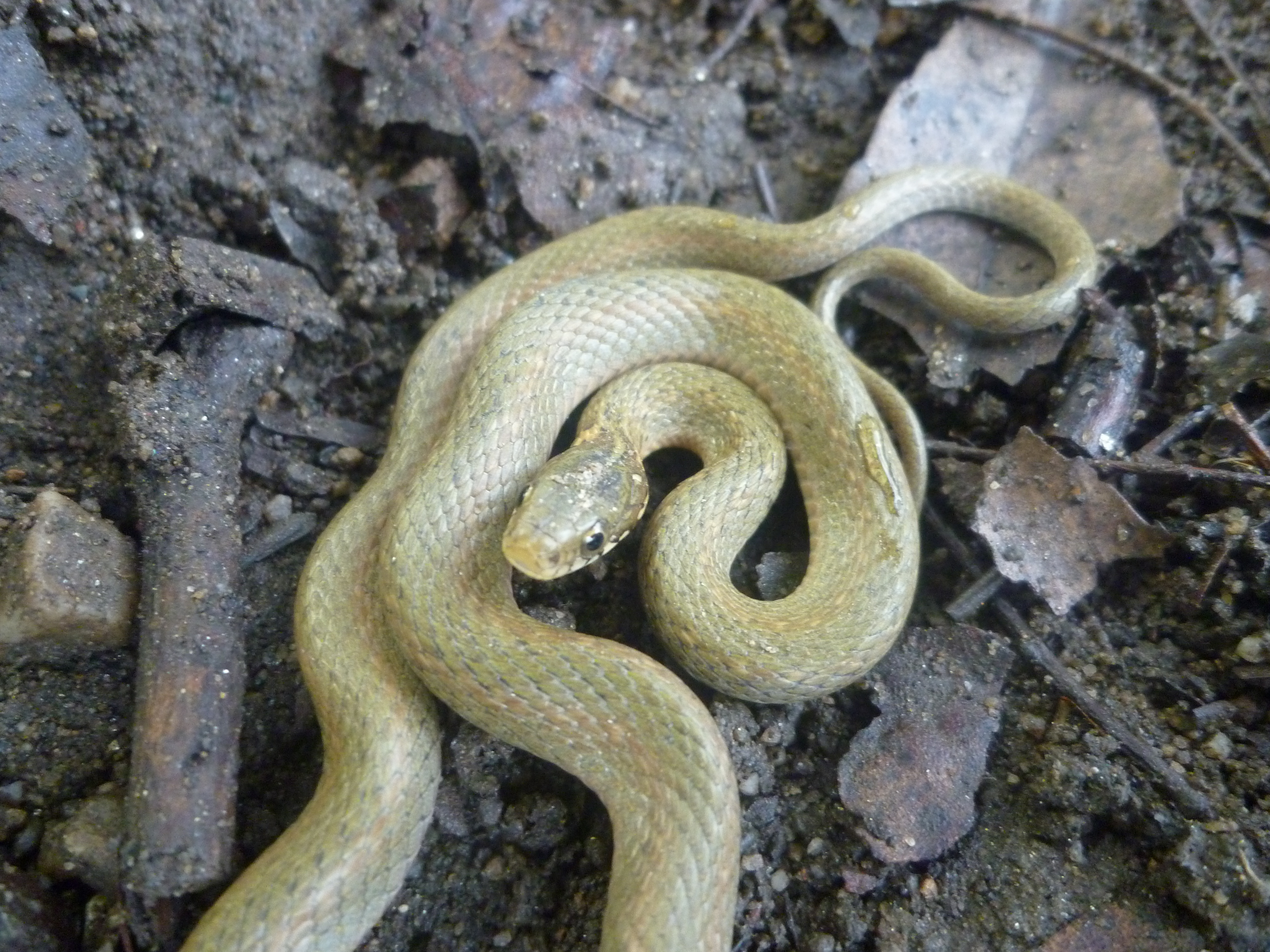
«Японський вуж» з роду Amphiesma («Лісові вужі»)

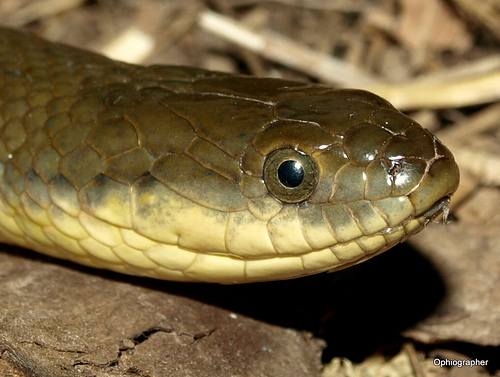
Кілеватий вуж оливковий

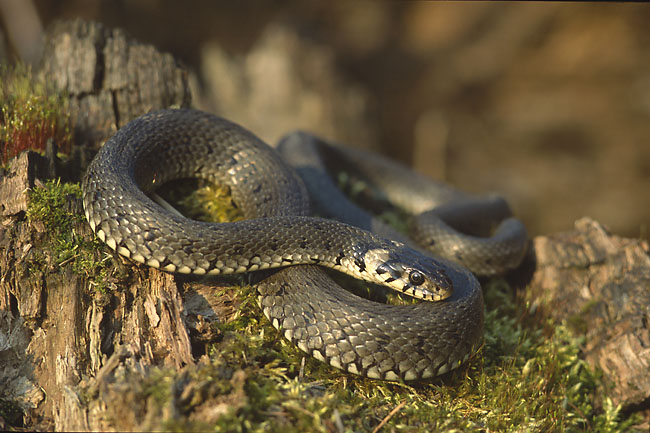
Вуж звичайний (Natrix natrix)

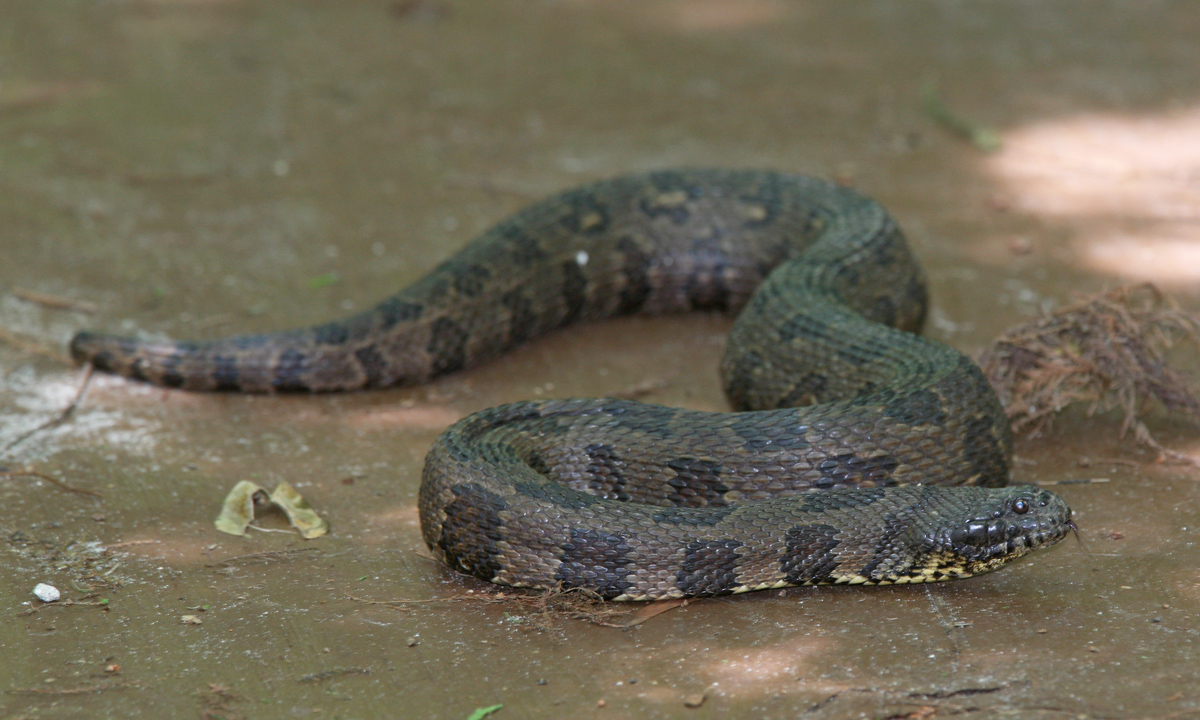
Неродія коричнева

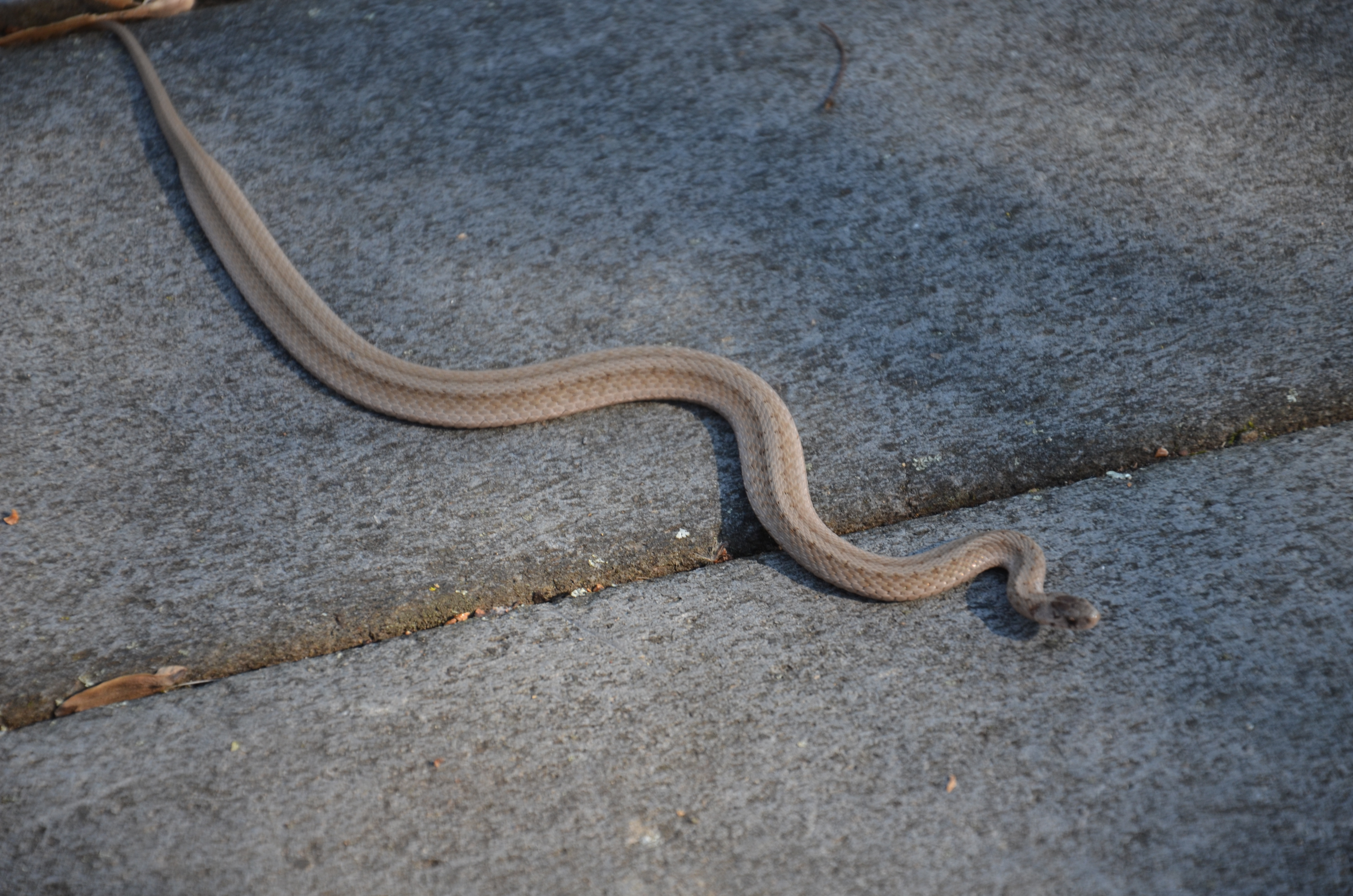
Сторерія

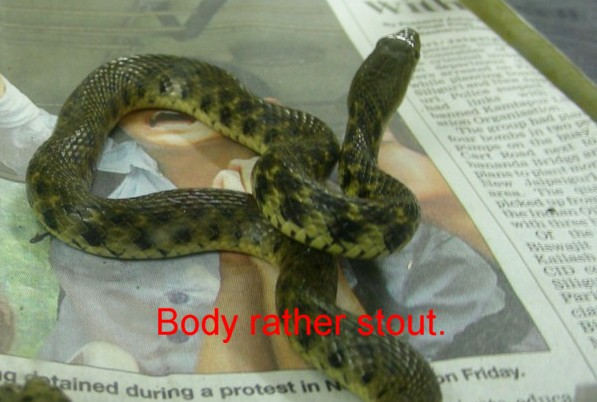
Вуж-рибалка водяний

- Adelophis
- Afronatrix

- Amphiesma — Амфізма, або Лісові вужі, 42 види
- Amphiesmoides
- Anoplohydrus
- Aspidura — Жорсткобокий вуж

- Atretium — Кілеватий вуж
- Balanophis — Цвітастий вуж цейлонський
- Clonophis
- Hologerrhum
- Hydrablabes
- Hydraethiops
- Iguanognathus
- Lycognathophis
- Macropisthodon — Кілечеревний вуж
- Mastigodryas — Тропічний вуж
- Natriciteres — Африканські болотні вужі

- Natrix — Вуж, типовий рід всієї підродини Natricinae

- Nerodia — Неродії
- Opheodrys — Трав'яні вужі
- Opisthotropis — Задньокілеватий вуж
- Parahelicops
- Pararhabdophis
- Paratapinophis
- Psammodynastes — Несправжня гадюка
- Regina — Регіна (вуж)
- Rhabdophis — Рабдофіс, або Довгозубі вужі, 19 видів
- Seminatrix
- Sinonatrix

- Storeria — Сторерія
- Thamnophis — Підв'язкові змії
- Trimorphodon — Ліроподібний вуж
- Tropidoclonion
- Tropidonophis
- Virginia

- Xenochrophis — Вуж-рибалка